# ماریلا اسکارونه
ماریلا اسکارونه (انگلیسی: Mariela Scarone؛ زادهٔ ۴ اکتبر ۱۹۸۶) بازیکن هاکی روی چمن اهل آرژانتین است.